# 13620 Moynahan
13620 Moynahan (1995 FM3) là một tiểu hành tinh nằm phía ngoài của vành đai chính được phát hiện ngày 23 tháng 3 năm 1995 bởi Spacewatch ở Kitt Peak.